# Familien Addams (film fra 2019)
 For alternative betydninger, se Familien Addams (flertydig). (Se også artikler, som begynder med Familien Addams)
Familien Addams er en amerikansk film fra 2019 instrueret af Greg Tiernan og Conrad Vernon.

## Medvirkende
- Casper Crump som Gomez Addams (dansk stemme)
- Nukâka Coster-Waldau som Morticia Addams (dansk stemme)
- Fillipa Coster-Waldau som Wednesday Addams (dansk stemme)
- Albert Rudbeck Lindhardt som Pugsley Addams (dansk stemme)
- Andreas Bo som Onkel Fester (dansk stemme)
- Søren Bech-Madsen som Lurch (dansk stemme)